# Зимни олимпийски игри 1928
Вторите зимни олимпийски игри се провеждат в Санкт Мориц (също Сен Мориц), Швейцария от 11 до 19 февруари 1928 г. Другите градове, кандидатирали се за домакинство, са Давос и Енгелберг.
Според тогавашните правила страната домакин на лятната олимпиада трябва да организира и зимната, но Холандия отказва и това довежда до избора на Швейцария. Санкт Мориц има естествено трасе за бобслей и добра туристическа инфраструктура. Стадионът побира 4000 зрители – много за времето си. 
В игрите взимат участие около два пъти повече спортисти, отколкото на предишните зимни олимпийски игри в Шамони през 1924 г. Състезателите са от 25 държави, включително Япония, която е първата азиатска страна, която участва на зимни олимпийски игри. Също така дебютират отбори на Германия, Литва, Холандия, Естония, Аржентина и Мексико. СССР отново не праща свой отбор на олимпиадата. 
Жени взимат участие единствено във фигурното пързаляне.
Бързото пързаляне с кънки на 10 000 м е анулирано, защото пистата се размразява по време на състезанието.  По време на състезанието на 500 м са раздадени три бронзови медала. 
Състезанията по бобслей се провеждат с отбори от петима вместо четирима състезатели. Това е единствената олимпиада, на която са проведени по този начин. 

## Рекорди
- Канада доминира в хокея на лед. Отборът печели всичките си мачове с обща голова разлика 38:1 гола. [2]
- Норвежката тийнейджърка Соня Хени (тогава на 15 години) печели златото във фигурното пързаляне. Рекордът ѝ за най-млад златен медалист се задържа 74 години.

## Демонстрационни спортове
На олимпиадата са демонстрирани два спорта, които не получават правото да са официални олимпийски спортове – конна езда върху заледено езеро и дърпане на скиор по писта от кон. 

## Медали
| Място | Държава        | Злато | Сребро | Бронз | Общо |
| ----- | -------------- | ----- | ------ | ----- | ---- |
| 1     | Норвегия       | 6     | 4      | 5     | 15   |
| 2     | САЩ            | 2     | 2      | 2     | 6    |
| 3     | Швеция         | 2     | 2      | 1     | 5    |
| 4     | Финландия      | 2     | 1      | 1     | 4    |
| 5     | Канада         | 1     | 0      | 0     | 1    |
| 5     | Франция        | 1     | 0      | 0     | 1    |
| 7     | Австрия        | 0     | 3      | 1     | 4    |
| 8     | Белгия         | 0     | 0      | 1     | 1    |
| 8     | Чехословакия   | 0     | 0      | 1     | 1    |
| 8     | Германия       | 0     | 0      | 1     | 1    |
| 8     | Великобритания | 0     | 0      | 1     | 1    |
| 8     | Швейцария      | 0     | 0      | 1     | 1    |

## Дисциплини
| - Бобслей - Хокей на лед - Фигурно пързаляне - Ски бягане | - Бързо пързаляне с кънки - Скелетон - Северна комбинация - Ски скокове |